# Onze Fils
Onze Fils est une nouvelle du romancier germanophone Franz Kafka écrite en 1916 et publiée en 1920 dans le recueil de nouvelles Un Médecin de campagne.

## Résumé
Un père décrit ses onze fils. Il trouve des défauts à chacun d'entre eux, mais ne se plaint pas de manière indifférencié. Il les considère tous dans leur globalité, avec leurs atouts aussi. Cependant, c'est toujours sa vision négative qui prédomine. Certains de leurs atouts, tels que la beauté ou la sociabilité, sont même tournés en défaut. Le père ne souhaite une descendance que de son septième fils, il ne précise pas ses motivations, mais pense malgré tout que cela ne se produira pas.
La nouvelle se conclut par un dialogue de regard avec le dernier fils. Il lit dans son regard un message funeste.

## Analyse

### Aspects biographiques
Le motif du père de famille est récurrent dans l’œuvre de Kafka (voir par exemple Le Souci du père de famille, Lettre au père, Le Procès ou Le Verdict). Cela provient des relations conflictuelles que l'auteur entretenait avec son père.

### Le recueil
Une interprétation peut être que chaque fils représente une nouvelle du recueil. En effet, Kafka travaillait sur onze nouvelles quand il a écrit celle-ci. Il a par ailleurs évoqué cette interprétation dans une lettre à Max Brod.
De plus cette nouvelle fait écho à Une Visite à la mine. Elles suivent le même schéma narratif, la description approfondie et successive d'un groupe de onze personnes. On peut d'ailleurs faire des liens entre les personnages des arpenteurs et des fils.

## Réception
Cette nouvelle a été lue avec succès par l'artiste conférencier Ludwig Hart avec des nouvelles d'auteurs bien plus connus à l'époque tels que Heinrich Heine, Detlev von Liliencron et Christian Morgentsern.